# Ba (staat)
Ba (巴) was een van de Strijdende Staten in China. Het lag in het zuiden van de huidige provincie Sichuan. De hoofdstad is drie keer verplaatst door oorlogsdreiging.
Ba was een los verbond van enkele nobele families, die samen één koning erkenden. Velen hadden via huwelijk of handel een verband met de sterke buurstaat Chu. Toch hadden beide staten weleens oorlog.
In 316 v.Chr. sloot Ba een verbond met Qin om Ba's andere buur Shu te veroveren. Dat lukte, maar meteen verraadde de Qin-koning Ba en viel het aan. Nog hetzelfde jaar werd Ba bij Qin ingelijfd.